# Chris Osgood
Christopher John Osgood, född 26 november 1972 i Peace River, Alberta, är en kanadensisk före detta professionell ishockeymålvakt som spelade för Detroit Red Wings, New York Islanders och St. Louis Blues i NHL. Osgood valdes av Detroit Red Wings som 54:e spelare totalt i NHL-draften 1991.
Osgood har vunnit Stanley Cup tre gånger; 1997, 1998 och 2008, samtliga gånger med Detroit Red Wings. 1998 var han Red Wings förstemålvakt i slutspelet. 1997 var han reservmålvakt i slutspelet bakom Mike Vernon och likaså bakom Dominik Hasek i de inledande matcherna av slutspelet 2008. Efter bristande insatser av Hasek i match tre och fyra av första omgången, blev Osgood inbytt i match fyra och efter det var han förstavalet. 2009 spelade Osgood och Red Wings Stanley Cup-final men förlorade mot Pittsburgh Penguins.
Osgood har även mottagit två William M. Jennings Trophy som en del av ligans bästa målvaktpar, 1995–96 med Mike Vernon och 2007–08 med Dominik Hasek.

## Karriär
Chris Osgood tillbringade flera år i laget Medicine Hat Tigers i WHL. Osgood var åtta år i Detroit Red Wings från 1993 till 2001 innan New York Islanders lade beslag på honom i 2001 års Waiver Draft. Osgood spelade för Islanders i två år innan han byttes bort till St. Louis Blues 2003. Efter att ha spelat för St. Louis drygt en säsong kom han tillbaka till Detroit 2005 då han skrev på för Red Wings som free agent.
I övrigt är Chris Osgood känd för att vara den av de moderna målvakterna som vunnit 100 matcher snabbast. Osgood behövde 159 matcher på sig men var ändå 20 matcher ifrån legenden Bill Durnans rekord som lyder 139 matcher. Den 19 juli 2011 meddelade Osgood officiellt att han avslutar sin karriär som spelare. 

## Statistik
M = Matcher, V = Vinster, F = Förluster, O = Oavgjorda, ÖF = Förluster på övertid eller straffar, Min. = Spelade minuter, IM = Insläppta mål, N = Hållna nollor, GIM = Genomsnitt insläppta mål per match, R% Räddningsprocent
| 1989–90    | Medicine Hat Tigers   | WHL        | 57  | 24  | 28  | 2  | —  | 3094  | 228  | 0  | 4.42 | —    | 3   | 0  | 3  | 173  | 17  | 0  | 5.89 |      |
| 1990–91    | Medicine Hat Tigers   | WHL        | 46  | 23  | 18  | 3  | —  | 2630  | 173  | 2  | 3.95 | —    | 12  | 7  | 5  | 712  | 42  | 0  | 3.53 | —    |
| 1991–92    | Medicine Hat Tigers   | WHL        | 15  | 10  | 3   | 0  | —  | 819   | 44   | 0  | 3.22 | —    | —   | —  | —  | —    | —   | —  | —    | —    |
| 1991–92    | Brandon Wheat Kings   | WHL        | 16  | 3   | 10  | 1  | —  | 890   | 60   | 1  | 4.04 | —    | —   | —  | —  | —    | —   | —  | —    | —    |
| 1991–92    | Seattle Thunderbirds  | WHL        | 21  | 12  | 7   | 1  | —  | 1217  | 65   | 1  | 3.20 | —    | 15  | 9  | 6  | 904  | 51  | 0  | 3.38 | —    |
| 1992–93    | Adirondack Red Wings  | AHL        | 45  | 19  | 19  | 4  | —  | 2438  | 159  | 0  | 3.91 | —    | 1   | 0  | 1  | 59   | 2   | 0  | 2.03 | —    |
| 1993–94    | Adirondack Red Wings  | AHL        | 4   | 3   | 1   | 0  | —  | 239   | 13   | 0  | 3.26 | —    | —   | —  | —  | —    | —   | —  | —    | —    |
| 1993–94    | Detroit Red Wings     | NHL        | 41  | 23  | 8   | 5  | —  | 2206  | 105  | 2  | 2.86 | .895 | 6   | 3  | 2  | 307  | 12  | 1  | 2.35 | .891 |
| 1994–95    | Adirondack Red Wings  | AHL        | 2   | 1   | 1   | 0  | —  | 120   | 6    | 0  | 3.00 | —    | —   | —  | —  | —    | —   | —  | —    | —    |
| 1994–95    | Detroit Red Wings     | NHL        | 19  | 14  | 5   | 0  | —  | 1087  | 41   | 1  | 2.26 | .917 | 2   | 0  | 0  | 68   | 2   | 0  | 1.76 | .920 |
| 1995–96    | Detroit Red Wings     | NHL        | 50  | 39  | 6   | 5  | —  | 2933  | 106  | 5  | 2.17 | .911 | 15  | 8  | 7  | 936  | 33  | 2  | 2.12 | .898 |
| 1996–97    | Detroit Red Wings     | NHL        | 47  | 23  | 13  | 9  | —  | 2769  | 106  | 6  | 2.30 | .910 | 2   | 0  | 0  | 47   | 2   | 0  | 2.55 | .905 |
| 1997–98    | Detroit Red Wings     | NHL        | 64  | 33  | 20  | 11 | —  | 3807  | 140  | 6  | 2.21 | .913 | 22  | 16 | 6  | 1381 | 48  | 2  | 2.12 | .918 |
| 1998–99    | Detroit Red Wings     | NHL        | 63  | 34  | 25  | 4  | —  | 3691  | 149  | 3  | 2.42 | .910 | 6   | 4  | 2  | 358  | 14  | 1  | 2.35 | .919 |
| 1999–00    | Detroit Red Wings     | NHL        | 53  | 30  | 14  | 8  | —  | 3148  | 126  | 6  | 2.40 | .907 | 9   | 5  | 4  | 547  | 18  | 2  | 1.97 | .924 |
| 2000–01    | Detroit Red Wings     | NHL        | 52  | 25  | 19  | 4  | —  | 2834  | 127  | 1  | 2.69 | .903 | 6   | 2  | 4  | 365  | 15  | 1  | 2.47 | .905 |
| 2001–02    | New York Islanders    | NHL        | 66  | 32  | 25  | 6  | —  | 3743  | 156  | 4  | 2.50 | .910 | 7   | 3  | 4  | 392  | 17  | 0  | 2.60 | .912 |
| 2002–03    | New York Islanders    | NHL        | 37  | 17  | 14  | 4  | —  | 1993  | 97   | 2  | 2.92 | .894 | —   | —  | —  | —    | —   | —  | —    | —    |
| 2002–03    | St. Louis Blues       | NHL        | 9   | 4   | 3   | 2  | —  | 532   | 27   | 2  | 3.05 | .888 | 7   | 3  | 4  | 417  | 17  | 1  | 2.45 | .907 |
| 2003–04    | St. Louis Blues       | NHL        | 67  | 31  | 25  | 8  | —  | 3861  | 144  | 3  | 2.24 | .910 | 5   | 1  | 4  | 287  | 12  | 0  | 2.51 | .890 |
| 2005–06    | Grand Rapids Griffins | AHL        | 3   | 2   | 1   | —  | 0  | 180   | 10   | 0  | 3.33 | —    | —   | —  | —  | —    | —   | —  | —    | —    |
| 2005–06    | Detroit Red Wings     | NHL        | 32  | 20  | 6   | —  | 5  | 1846  | 85   | 2  | 2.76 | .897 | —   | —  | —  | —    | —   | —  | —    | —    |
| 2006–07    | Detroit Red Wings     | NHL        | 21  | 11  | 3   | —  | 6  | 1161  | 46   | 0  | 2.38 | .907 | —   | —  | —  | —    | —   | —  | —    | —    |
| 2007–08    | Detroit Red Wings     | NHL        | 43  | 27  | 9   | —  | 4  | 2409  | 84   | 4  | 2.09 | .914 | 19  | 14 | 4  | 1159 | 30  | 3  | 1.55 | .930 |
| 2008–09    | Detroit Red Wings     | NHL        | 46  | 26  | 9   | —  | 8  | 2663  | 137  | 2  | 3.09 | .887 | 23  | 15 | 8  | 1406 | 47  | 2  | 2.01 | .926 |
| 2009–10    | Detroit Red Wings     | NHL        | 23  | 7   | 9   | —  | 4  | 1252  | 63   | 1  | 3.02 | .888 | —   | —  | —  | —    | —   | —  | —    | —    |
| 2010–11    | Detroit Red Wings     | NHL        | 11  | 5   | 3   | —  | 2  | 629   | 29   | 0  | 2.77 | .903 | —   | —  | —  | —    | —   | —  | —    | —    |
| WHL totalt | WHL totalt            | WHL totalt | 155 | 72  | 66  | 7  | —  | 8650  | 570  | 4  | 3.95 | —    | 30  | 16 | 14 | 1789 | 110 | 0  | 3.68 | —    |
| AHL totalt | AHL totalt            | AHL totalt | 54  | 25  | 22  | 4  | 0  | 2977  | 188  | 0  | 3.79 | —    | 1   | 0  | 1  | 59   | 2   | 0  | 2.03 | —    |
| NHL totalt | NHL totalt            | NHL totalt | 744 | 401 | 216 | 66 | 29 | 42564 | 1768 | 50 | 2.49 | .905 | 129 | 74 | 49 | 7651 | 267 | 15 | 2.09 | .916 |